# 斯珀斯門冰原島峰
67°59′S 66°46′W / 67.983°S 66.767°W
斯珀斯門冰原島峰（英語：Specimen Nunatak），是南極洲的冰原島峰，位於葛拉漢地的法利埃海岸，美國探險隊在1941年2月9日踏足該島峰，現時由南極條約體系管理。